# The Onion
The Onion (em português, A Cebola) é um jornal satírico norte-americano, com sede na cidade de Chicago. Originalmente publicado em versão impressa, é reconhecido como um dos maiores sites humorísticos dos Estados Unidos[carece de fontes?], e sua especialidade é a criação de notícias falsas.
O humor de The Onion baseia-se na paródia de eventos jornalísticos reais,  satirizando tanto os eventos noticiados como os estilos de apresentação dos meios de comunicação.
O jornal também possui uma seção cultural não satírica, The A.V. Club, com  resenhas e artigos de entretenimento, em website separado.
Hoje, The Onion é o menor expoente de um grande número de sites de notícias satíricas que inclusive passaram a ser difundidos em rede, com a "Disassociated Press" e também com a HumorFeed, que atualmente já inclui mais de 60 sites americanos e que inclusive promove concursos anuais sobre as melhores "notícias" satíricas.